# Резазурин
Резазурин (англ. resazurin) — ароматическое соединение, окислительно-восстановительный индикатор. Синий краситель, который при восстановлении превращается в розовый флуоресцирующий резоруфин. 

## Применение
Впервые стал использоваться как индикатор бактериального заражения молока по методике Перш и Симмерт (1929). Кроме этого, используется как индикатор жизнеспособности клеток млекопитающих. Как правило, доступен в виде натриевой соли. Известен также под торговой маркой аламаровый синий.